# Autumn Kent
Autumn Kent é uma professora acadêmica norte-americana especializada em geometria e topologia. Ela é professora de matemática e Vilas Associate na Universidade de Wisconsin. Ela é uma mulher transgênero e uma promotora dos direitos trans.

## Educação
Kent recebeu seu BA da Universidade da Carolina do Norte em Asheville em 1999. Originalmente, ela havia planejado se tornar uma professora de inglês do ensino secundário, mas mudou para matemática, se formando nela e em literatura. Ela obteve seu Ph.D. sob a orientação de Cameron McAllan Gordon na Universidade do Texas em Austin em 2006; sua dissertação foi intitulada Geometry and Algebra of Hyperbolic 3-manifolds. Após uma posição de quatro anos como Professora Assistente Tamarkin de Matemática na Universidade Brown, ela se juntou ao corpo docente da Universidade de Wisconsin-Madison em 2010. Ela se tornou professora associada em 2016 e professora titular em 2020.

## Carreira acadêmica
Kent publicou mais de 20 artigos em vários periódicos, principalmente sobre topologia de baixa dimensão e teoria dos nós. Muitos deles foram publicados sob seu antigo nome, ou nome morto, antes de ela se declarar transgênero.
Kent atuou no Comitê de Política e Advocacia da Association for Women in Mathematics de fevereiro de 2019 a janeiro de 2022. Além disso, ela atuou no Painel de Discussão da Association for Women in Mathematics promovendo a inclusão em STEM na reunião conjunta de matemática de 2019. Com Harrison Bray, ela organizou a conferência LG&TBQ+ na Universidade de Michigan para promover a colaboração entre matemáticos LGBTQ+ que trabalham em geometria, topologia e sistemas dinâmicos com financiamento do Prêmio de Carreira NSF de Kent. Ela participou da Palestra Spectra Lavender na reunião conjunta de matemática de 2022.

## Prêmios e indicações
Em 1999, Kent ganhou o Prêmio de Dissertação Frank Gerth. Em 2014, ela recebeu um NSF Career Award para estudar módulos de superfícies de Riemann. Em 2015 e 2016, recebeu um bolsa de estudos Neumann Fellow no Instituto de Estudos Avançados de Princeton. Posteriormente, foi nomeada como Vilas Associate na Universidade de Wisconsin–Madison para 2018 e 2019. Em 2019, recebeu uma Simons Fellowship.
Ela foi eleita membro da American Mathematical Society na turma de 2024.